# Dierna acanthusalis
Dierna acanthusalis är en fjärilsart som beskrevs av Walker 1858. Dierna acanthusalis ingår i släktet Dierna och familjen nattflyn. Inga underarter finns listade i Catalogue of Life.